# Рацко Юрій Федорович
Юрій Федорович Рацко (1929 — 8 лютого 1942, Севастополь) — у роки радянсько-німецької війни юний партизан, розвідник Севастопольського партизанського загону.

## Біографія
Народився у 1929 році (за іншими даними у 1928 чи 1930 році) у Ленінграді чи Хабаровську в родині військовослужбовця.
Перед радянсько-німецькою війною був учнем школи № 6 у Севастополі. З початком війни пішов із батьками в партизанський загін. Став юним розвідником. Разом з батьком ходив на бойові завдання. Під час одного з боїв, непомітно зайшовши у тил ворога, знищив кулеметника і допоміг партизанам відбити атаку противника.

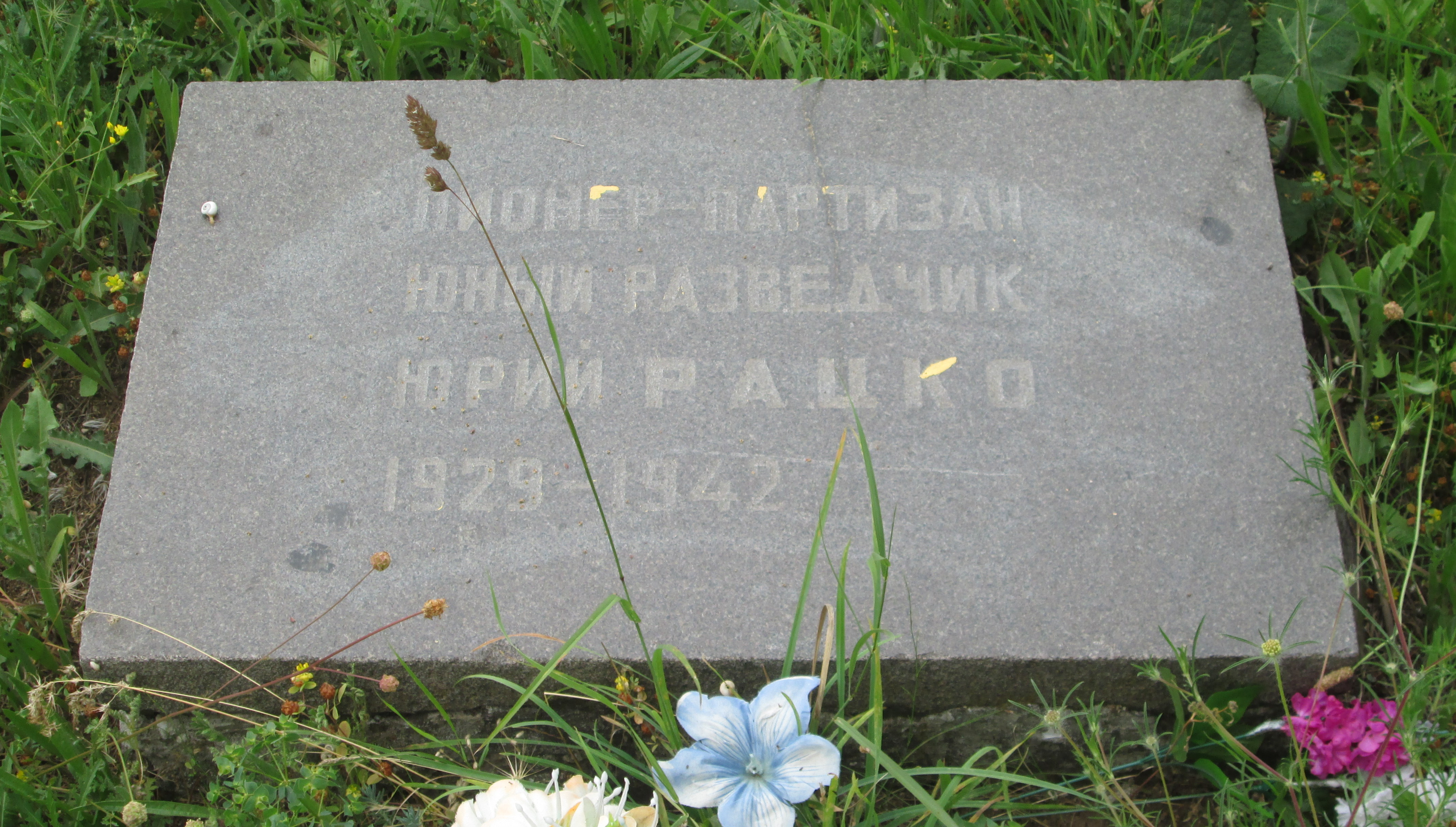
Могила Юрія Рацко

У 8 лютого 1942 року загинув у бою в районі Монастирської балки. Похований у Севастополі, на Меморіальному братському кладовищі радянських воїнів  в селищі Дергачах.

## Нагороди
Посмертно нагороджений медалями «За оборону Севастополя», «За бойові заслуги».